# Scaphiostreptus punctiporus
Scaphiostreptus punctiporus är en mångfotingart som först beskrevs av Filippo Silvestri 1897.  Scaphiostreptus punctiporus ingår i släktet Scaphiostreptus och familjen Spirostreptidae. Inga underarter finns listade i Catalogue of Life.